# 桜井博志
桜井 博志（さくらい ひろし、1950年11月21日 - ）は、日本の実業家。株式会社獺祭（旧・旭酒造）会長、三代目当主。
逆境の下にあった旭酒造を合理的手法で立て直し、日本有数の酒蔵として成長させた人物として知られている。

## 来歴
山口県玖珂郡周東町獺越（現・岩国市周東町獺越）の酒蔵・旭酒造の三代目として生まれる。1973年に松山商科大学（現・松山大学）卒業後、西宮酒造（現・日本盛）にて3年半勤務の後、1976年に実家に戻り家業である旭酒造に入社する。西宮酒造時代から引き続き営業を担当していたが、二代目当主だった父親は当時「少しずつ蔵を縮小して、個人資産を残して最後は閉めてしまえばいい」と考えていた節があり、経営を縮小させたい父親と経営を安定させたい博志の間で意見が対立する機会が増え、1978年・27歳の時に父親から解雇を言い渡され一旦は旭酒造を去る。
旭酒造を去った博志は妻の親戚が石材採掘業をやっていたのにヒントを得て石材卸業会社の「桜井商事」を起業。年商2億円にまで育てた が、1984年に父親が急逝。出来たばかりの酒が瓶詰めされずにタンク内に残っている状況で、蔵の誰も瓶詰めの判断も廃業の判断も出来ない状態であり、やむを得ず旭酒造に戻り会社を継ぐことになる。
当時の旭酒造は普通酒「旭富士」を細々と醸していた蔵で、売上が前年比85%と業績が大きく落ち込んでいる最中であり、経営をなんとか立て直すべく紙パック入りの酒やカップ酒を売り出すなどの努力をする中で、精米歩合50%の純米酒（純米大吟醸）の反応が良かったこともあり、純米大吟醸の醸造に力を注ぎ、そのおかげもあって1980年代後半には経営もある程度持ち直すことに成功した。当時地元では「日本酒は安くて酔えればええ」といわれていた 中で、顧客に求められている酒とはこれまでのような「酔うため、売るための酒」ではなく『味わう酒』ではないのかと考えるようになり、6年間の試行錯誤の末1990年に『獺祭』が誕生、1992年には当時日本最高水準となる精米歩合23%を実現した『獺祭　磨き二割三分』を登場させ、一躍知名度を向上させた。さらには当時山口県内で地元日本酒の評価が低かったこともあり、東京の山口県出身者に口コミで広めてもらうなどの努力を重ね、販路拡大につなげた。
しかし、季節変動の大きい酒蔵の経営安定化を目指し、1987年に事業拡張として飲食店経営と地ビール事業に乗り出すが、逆にこれが失敗して多額の負債を抱えることになり、蔵の将来を悲観し、元々博志との間で酒造りの考え方に相違のあった杜氏が他の蔵に移るという事態に陥る。やむなく杜氏抜きで社員のみで酒造りを始めることになったが、以前より杜氏の手伝いをしていた際に得たノウハウやデータがあり、これを元に杜氏抜きの「マニュアル化した酒造り」に特化することで、これまで以上に「酔うため 売るための酒ではなく 味わう酒を求めて」とのポリシーを追求することが出来るようになり、「獺祭」のヒットにつなげたことで経営を大きく改善させた。
2015年には蔵を新築して四季醸造に取り組んだ結果、年間醸造量を大幅に増加させ業績を伸ばし、さらに世界20ヶ国に輸出する日本を代表する酒として各国の首脳に送られている など、地方の酒蔵の領域にとどまらない斬新な企画を次々と繰り出して話題を呼ぶ。
2016年に社長（当主）を息子の桜井一宏に譲り、会長に就任した。

## テレビ番組
- 日経スペシャル カンブリア宮殿 倒産寸前"負け組"酒蔵が起こした奇跡！ ピンチに挑み続けた大逆転経営（2014年1月16日、テレビ東京）[13]

## 著書
- 『逆境経営 山奥の地酒「獺祭」を世界に届ける逆転発想法』（2014年1月20日、ダイヤモンド社）ISBN 9784478026212
- 『勝ち続ける「仕組み」をつくる獺祭の口ぐせ』（2017年5月18日、KADOKAWA）ISBN 9784046018441